# Falácia da projeção mental
A falácia da projeção mental foi descrita pela primeira vez pelo físico Edwin Thompson Jaynes. Ela ocorre quando alguém pensa que a maneira como ele vê o mundo reflete a maneira como o mundo realmente é, indo ao ponto de atribuir existência aos objetos imaginados.